# Abzähl-Patience
Eine Abzähl-Patience ist eine einfache Patience, die mit einem französischen Skat-Blatt von 32 Karten oder einem Rommé-Blatt von 52 Karten gespielt wird.

## Spielweise
Wie die meisten Patiencen sind auch Abzähl-Patiencen Kartenspiele für eine einzelne Person.

### Einfache Abzähl-Patience mit 32 Karten
Bei der einfachen Abzähl-Patience werden die Karten eines gemischten Skat-Blatts mit 32 Karten offen in vier Reihen zu je acht Karten ausgelegt. Die Reihen werden nun beginnend mit der obersten Reihe entsprechend der normalen Kartenfolge Sieben – Acht – Neun – Zehn – Bube – Dame – König – As abgezählt. Wenn der Abzählwert mit der entsprechenden Karte (unabhängig von der Kartenfarbe) übereinstimmt, wird sie aus der Reihe entfernt und beiseite gelegt.
| Beispielreihe:                                    |      |      |      |      |      |       |    |
|                                                   |      |      |      |      |      |       |    |
| Sieben                                            | Acht | Neun | Zehn | Bube | Dame | König | As |
| Abgelegt werden die „Pik Acht“ und das „Kreuz As“ |      |      |      |      |      |       |    |

Wenn der Spieler am Ende der vierten Reihe angekommen ist, beginnt er wieder von vorn, zählt erneut ab und entfernt übereinstimmende Kartenwerte. Entstehende Lücken dürfen dabei zusammengeschoben werden. Die Patience ist gewonnen, wenn es durch Auszählen gelingt, alle Karten abzulegen.

### Abzähl-Patience mit 52 Karten
Die Spielkarten, ein einfaches Romméblatt mit 52 Karten, werden gemischt und verdeckt als Stapel (Talon) vor dem Spieler platziert. Danach werden die Karten einzeln aufgedeckt und parallel dabei die Kartenreihenfolge As – Zwei – Drei - … – Zehn – Bube – Dame – König abgezählt. Wenn der Abzählwert mit der aufgedeckten Karte (unabhängig von der Kartenfarbe) übereinstimmt, wird sie beiseite gelegt. Nach dem ersten Durchgang wird der Talon noch zwei weitere Male ohne die abgelegten Karten gemischt und gespielt. Gewonnen ist die Patience, wenn am Ende des dritten Durchgangs alle Karten beiseite gelegt wurden – gelingt dies nicht, geht die Patience nicht auf und ist verloren. Wenn bereits beim ersten Durchgang keine einzige Karte beiseite gelegt werden kann, ist die Patience bereits nach diesem Durchgang verloren.

## Belege
1. 1 2  „Abzähl-Patience.“ In: Irmgard Wolter-Rosendorf: Patiencen in Wort und Bild. Falken-Verlag, 1994; S. 9–10. ISBN 3-8068-2003-1.
2. ↑  „Abzähl-Patience mit Pfiff.“ In: Irmgard Wolter-Rosendorf: Patiencen in Wort und Bild. Falken-Verlag, 1994; S. 10. ISBN 3-8068-2003-1.